# Buthus halius
Espèce
Synonymes
- Androctonus halius C. L. Koch, 1839
- Buthus lusitanus Lourenço, 2021

Buthus halius est une espèce de scorpions de la famille des Buthidae.

## Distribution
Cette espèce est endémique du Portugal. Elle se rencontre dans les régions Nord et Centre.

## Description
Le mâle mesure 67 mm et les femelles de 76 à 79 mm.

## Systématique et taxinomie
Cette espèce a été décrite sous le protonyme Androctonus halius par C. L. Koch en 1839. Elle est placée en synonymie avec Buthus occitanus par Simon en 1879. Elle est relevée de synonymie par Teruel et Turiel en 2021.
Buthus lusitanus a été placée en synonymie par Teruel et Turiel en 2022.

## Publication originale
- C. L. Koch, 1839 : Die Arachniden. Nurnberg, C.H. Zehsche Buchhandlung, vol. 5, no 1/6, p. 25-30 & 125-158 (texte intégral).